# إنجا ستيفنز برات كلارك
إنجا ستيفنز برات كلارك (بالإنجليزية: Inga Stephens Pratt Clark)‏ هي فنانة أمريكية، ولدت في 8 ديسمبر 1906 في بروكينغز في الولايات المتحدة، وتوفيت في 1970.